# Англе (Тарн)
Англе (фр. Anglès) је насељено место у Француској у региону Миди Пирене, у департману Тарн.
По подацима из 2011. године у општини је живело 521 становника, а густина насељености је износила 6,09 становника/km².

## Демографија
| 1962. | 1968. | 1975. | 1982. | 1990. | 2011. |
| ----- | ----- | ----- | ----- | ----- | ----- |
| 911   | 934   | 667   | 649   | 588   | 521   |